# Society of the Plastics Industry
Society of the Plastics Industry ("Plastindustrins organisation") (SPI) är en branschorganisation för den amerikanska plastindustrin. Det grundades 1937 och inkluderar medlemmar från alla aspekter av plasttillverkning, inklusive leverantörer av råmaterial, tillverkare av processutrustning och själva plastframställningen.
Organisationen står vart tredje år värd för den internationella mässan NPE, en av de största inom plastindustrin.
SPI publicerar statistiska rapporter för amerikansk plastindustri, bland andra:
- The Size and Impact of the Plastics Industry on the U.S Economy (på engelska)
- Global Business Trends, Partners, Hot Products (på engelska) and
- Committee on Equipment Statistics Annual and Quarterly Reports (på engelska).

Den publicerar även amerikansk plaststatistik uppdelad efter delstaterna.
Efter påtryckningar av den amerikanska återvinningsindustrin introducerade SPI 1988 sina plastklassningskoder. Det gjordes för att underlätta sorteringen vid återvinningscentralerna. Koderna ingår inte i amerikansk lagstiftning men många delstater uppmuntrar deras användning, till exempel Kalifornien.

### Webbkällor
- Artikeln Society of the Plastics Industry från engelskspråkiga Wikipedia 9 augusti 2001